# Pterogorgia guadelupensis
Pterogorgia guadelupensis is een zachte koraalsoort uit de familie Gorgoniidae. De koraalsoort komt uit het geslacht Pterogorgia. Pterogorgia guadelupensis werd in 1864 voor het eerst wetenschappelijk beschreven door Duchassaing & Michelotti. 